# پیلیزنتون (تگزاس)
پیلیزنتون، تگزاس(به انگلیسی: Pleasanton, Texas) شهری در ایالت تگزاس از ایالات جنوبی ایالات متحده آمریکا است. در سرشماری سال ۲۰۰۰، جمعیت این شهر ۸۲۶۶ نفر اعلام شد.

## نگارخانه

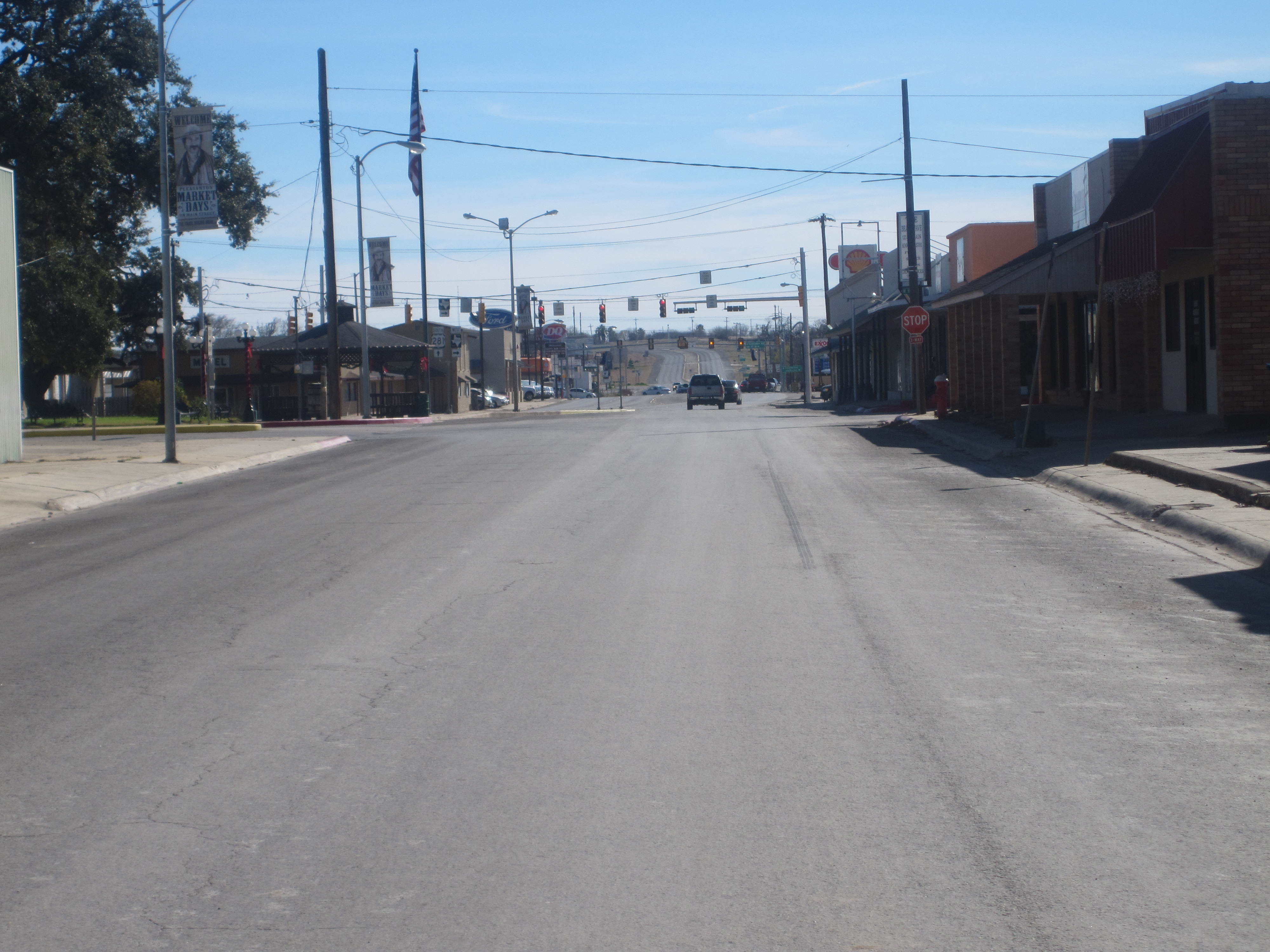
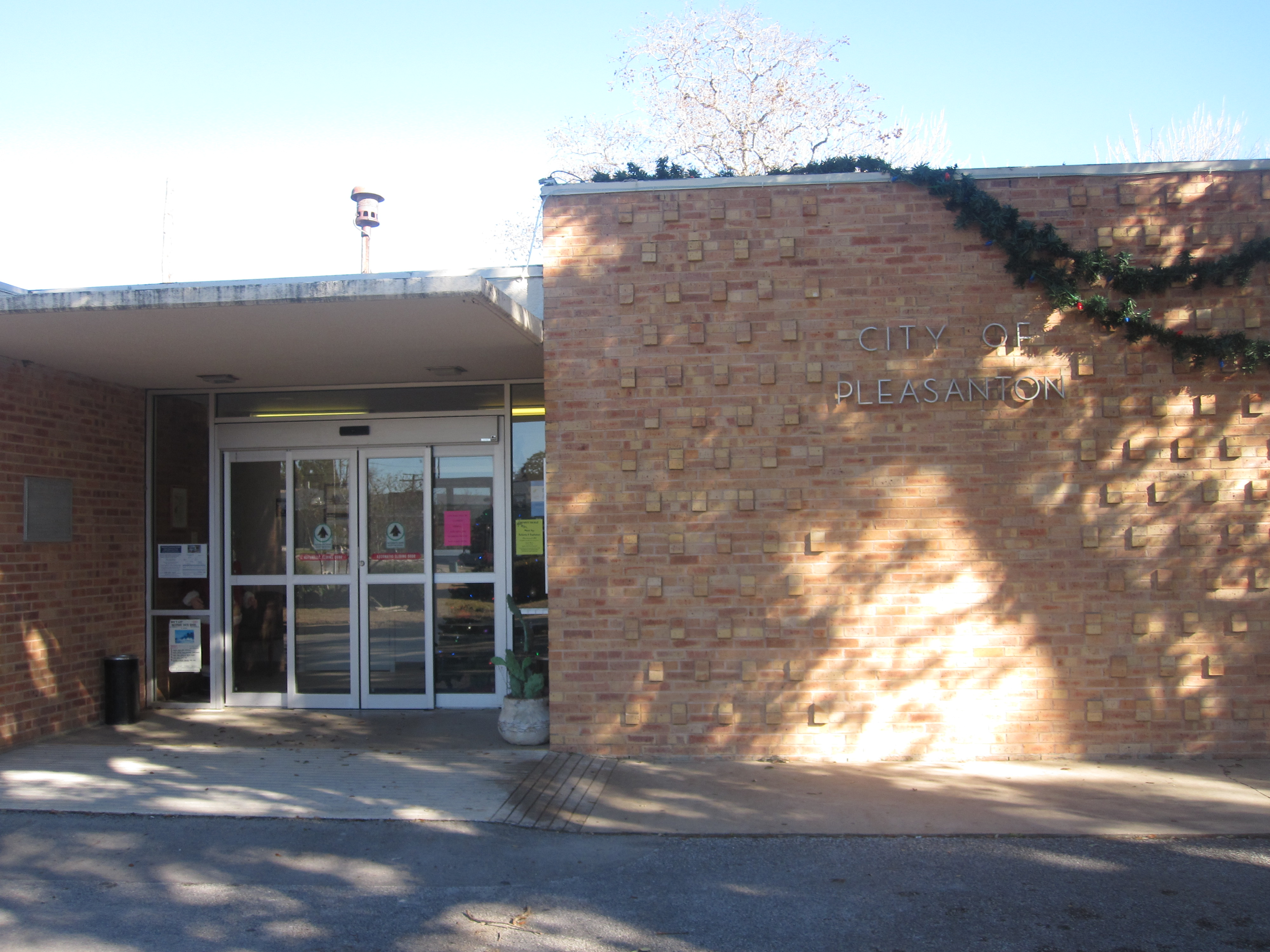
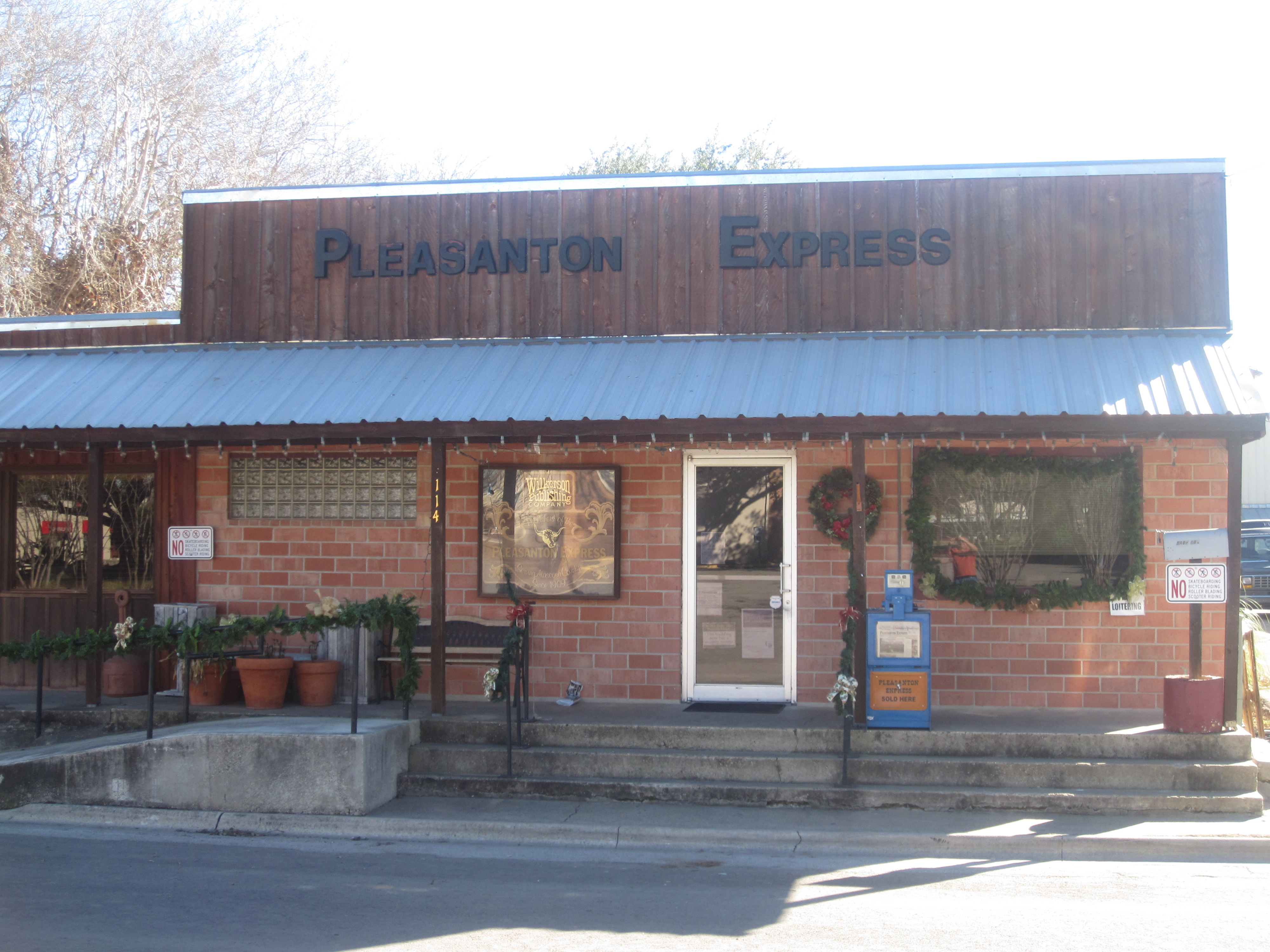
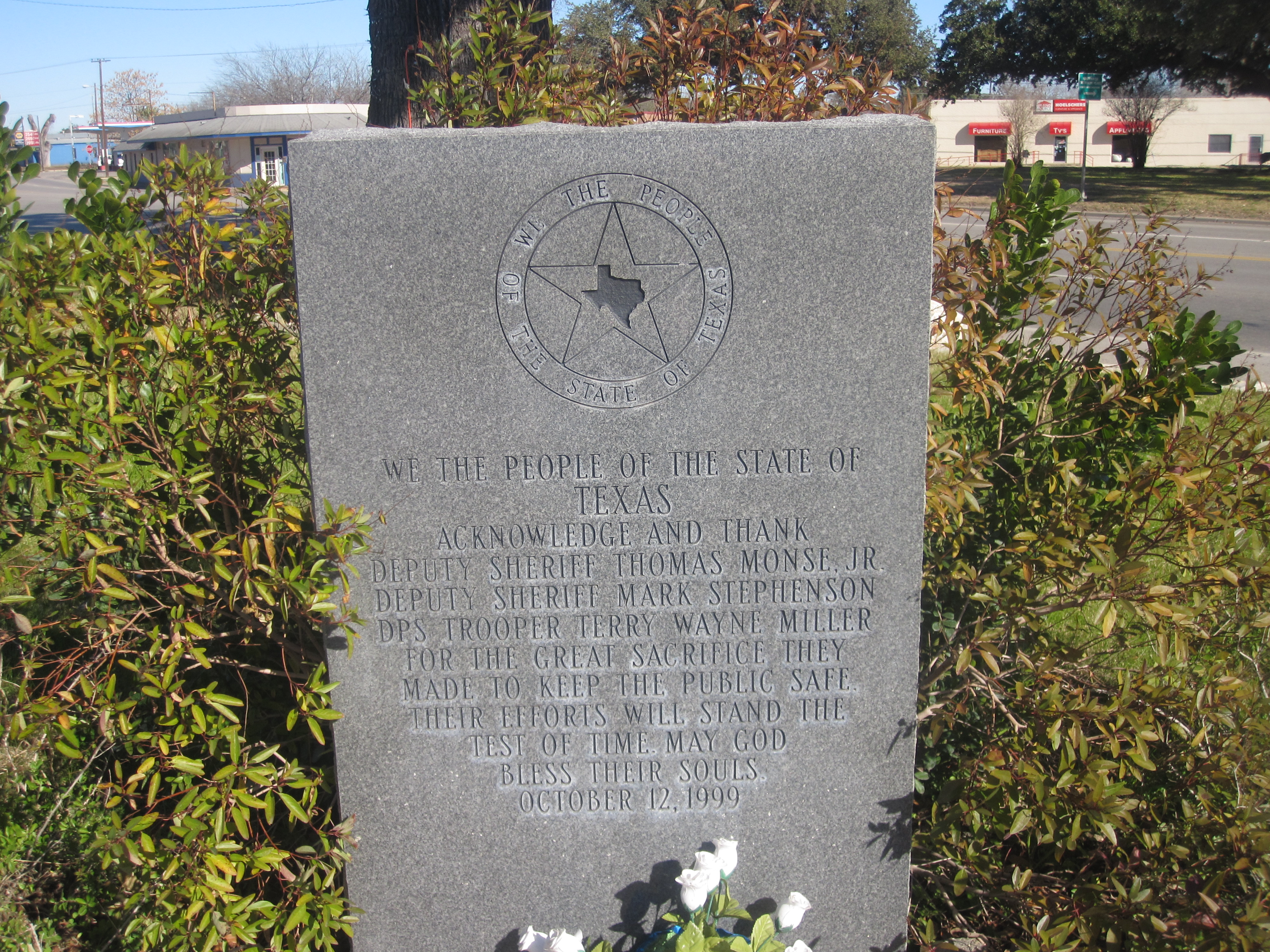
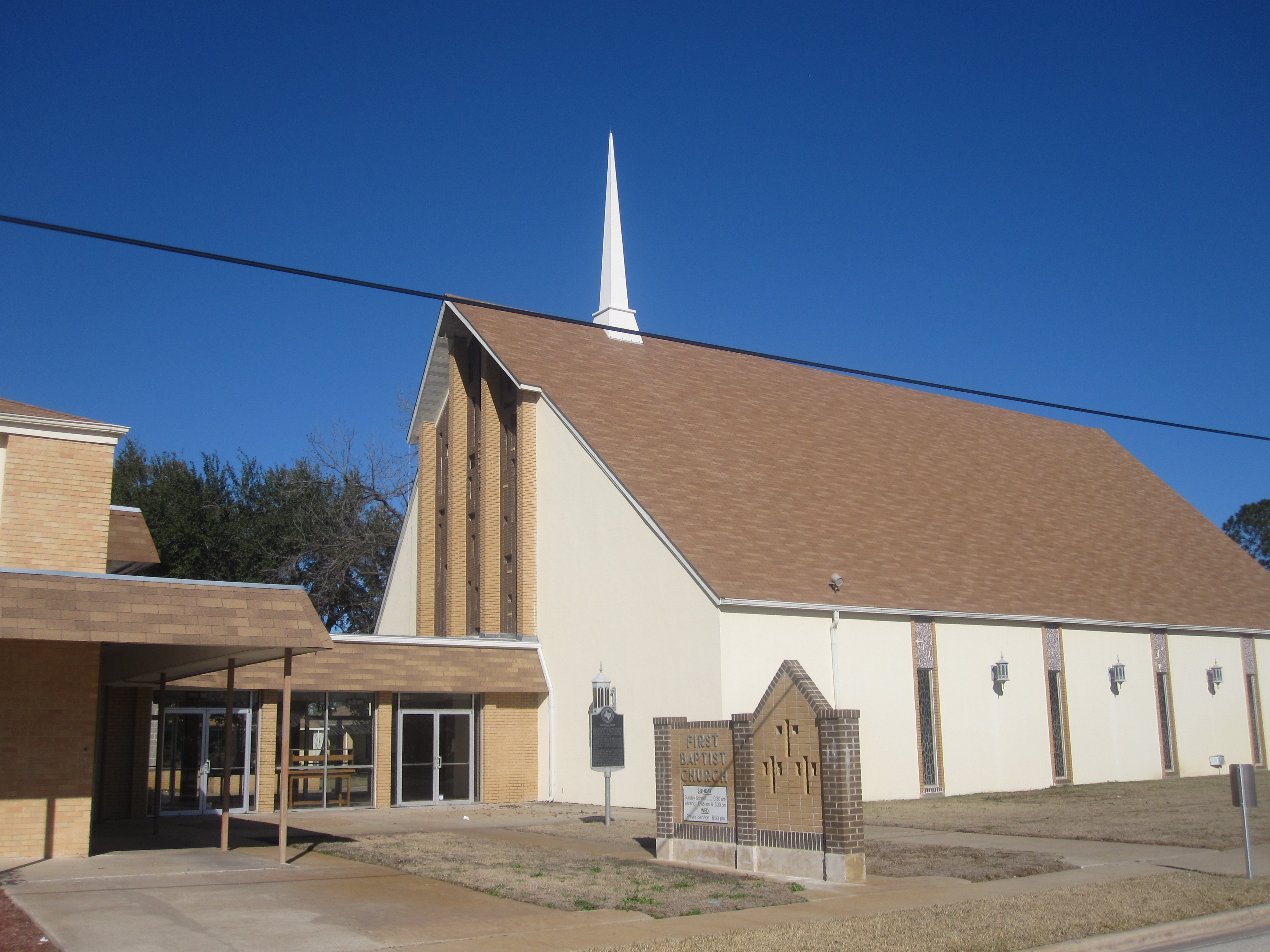
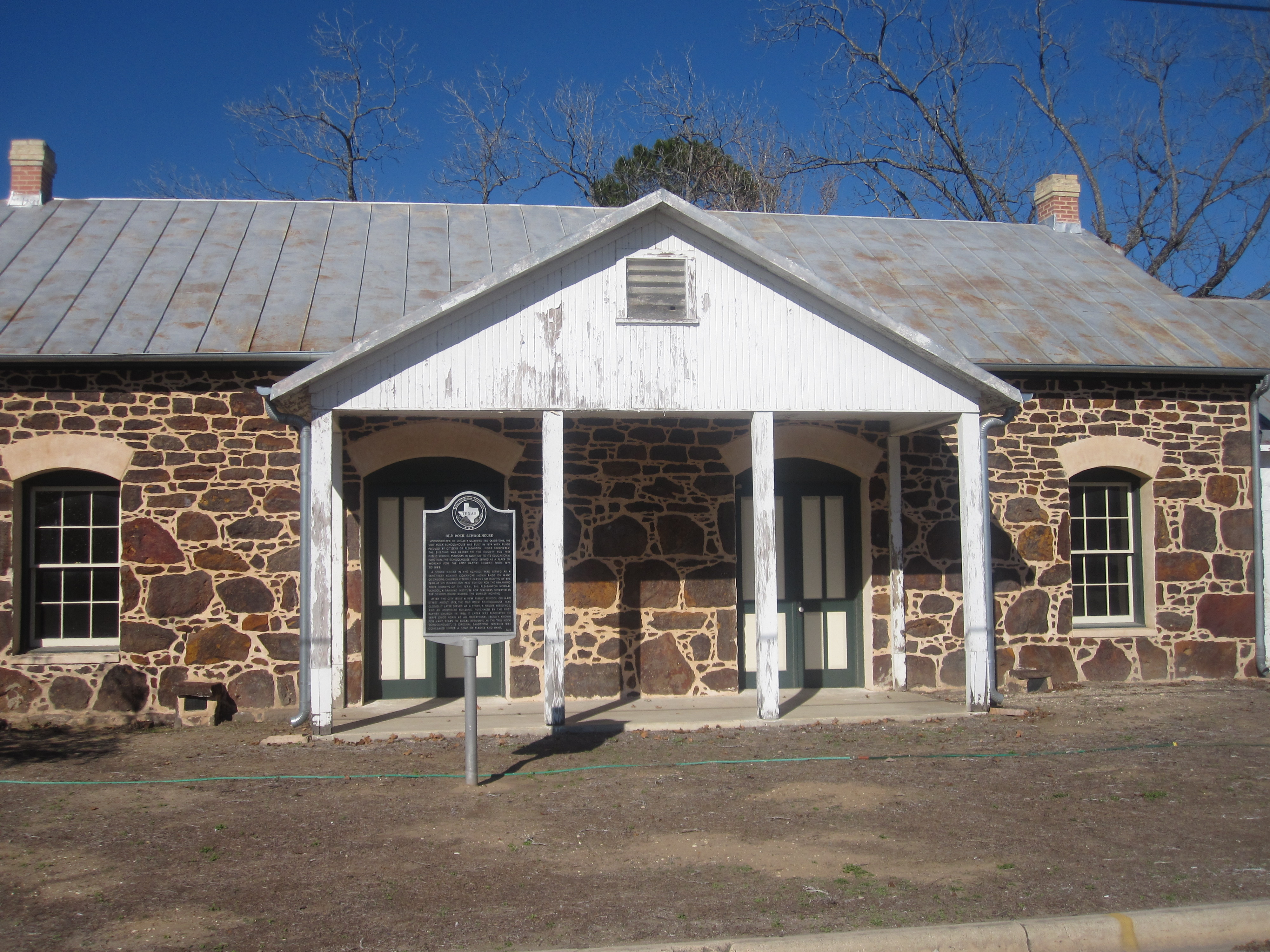
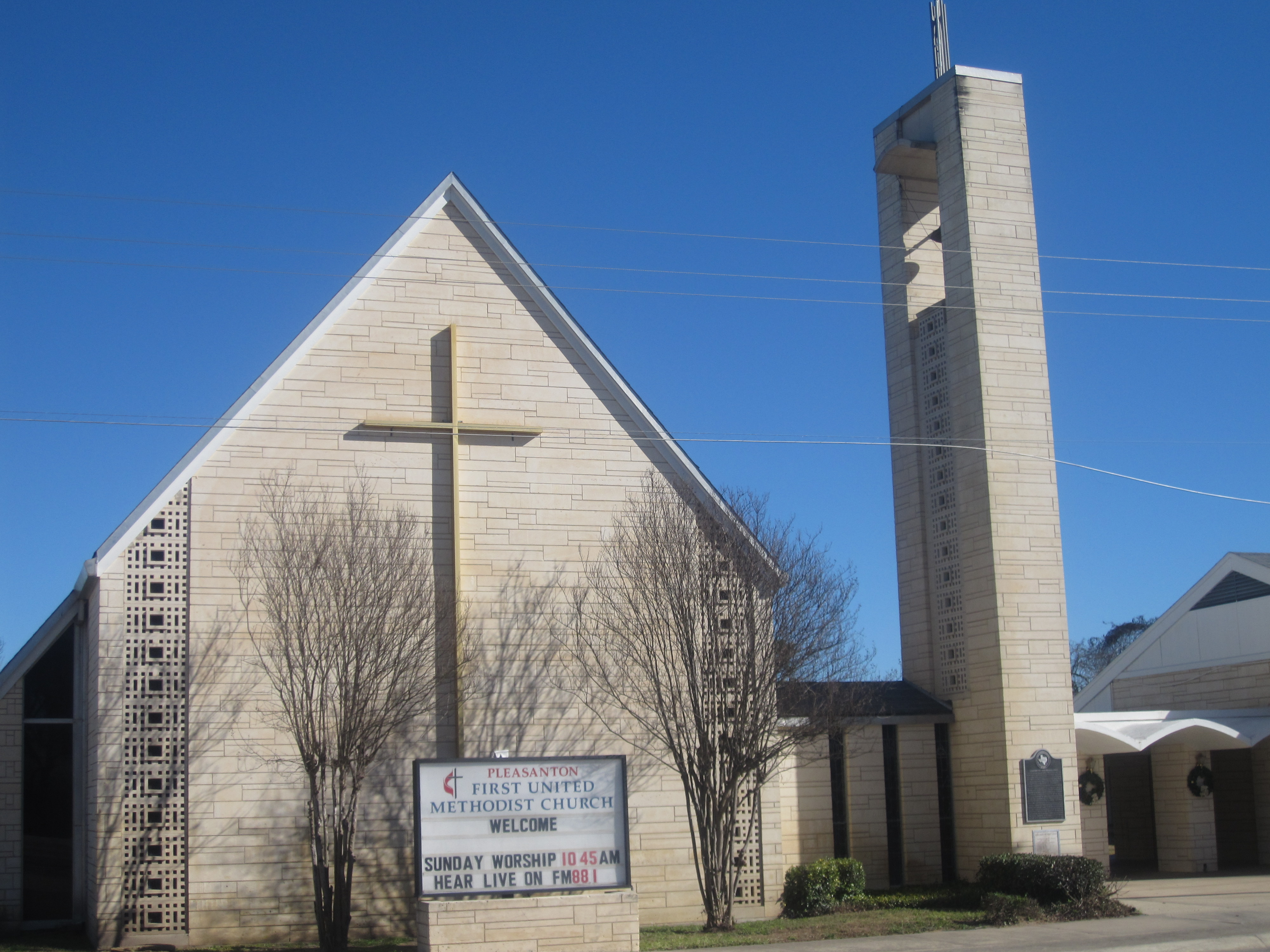
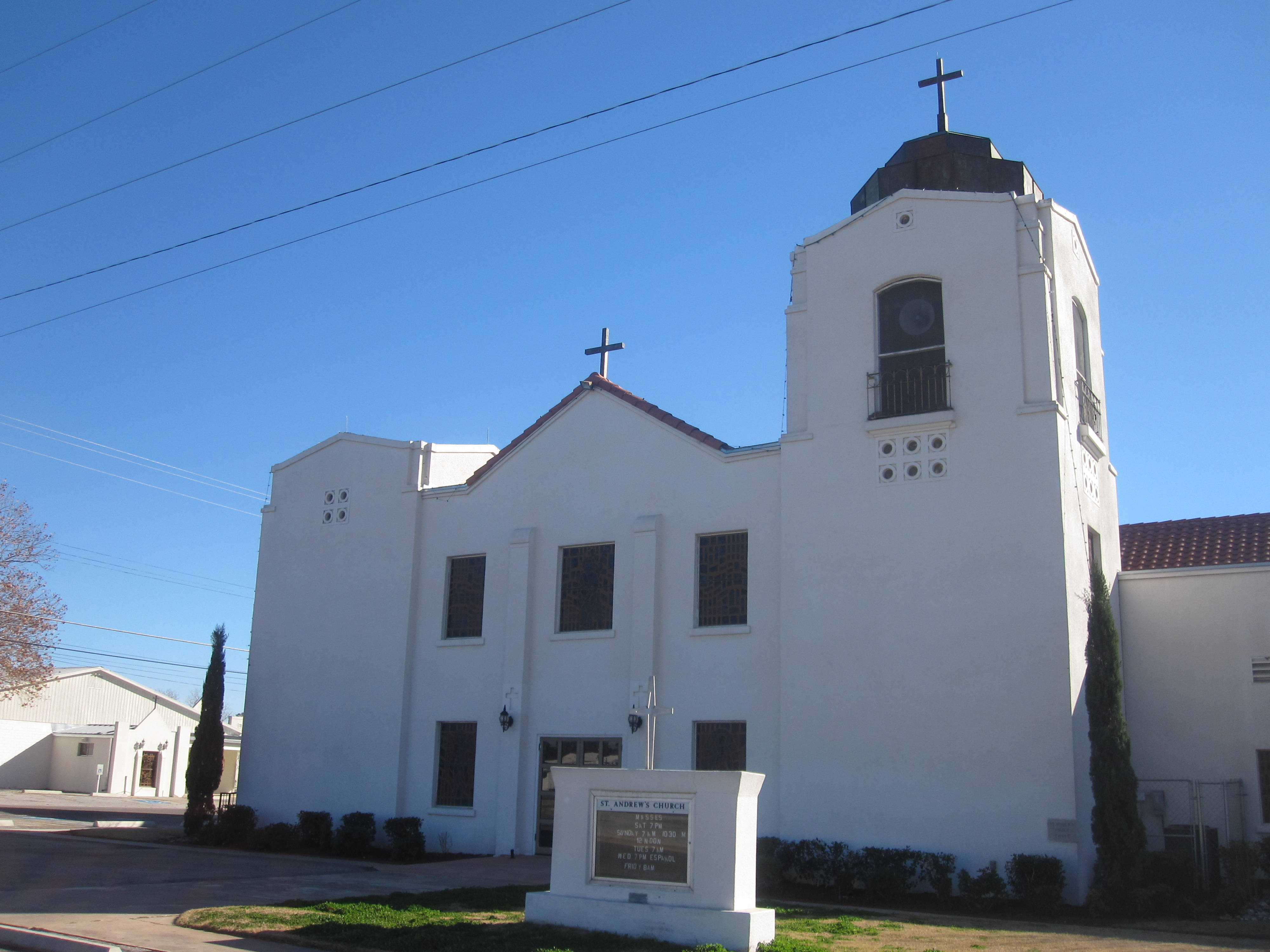
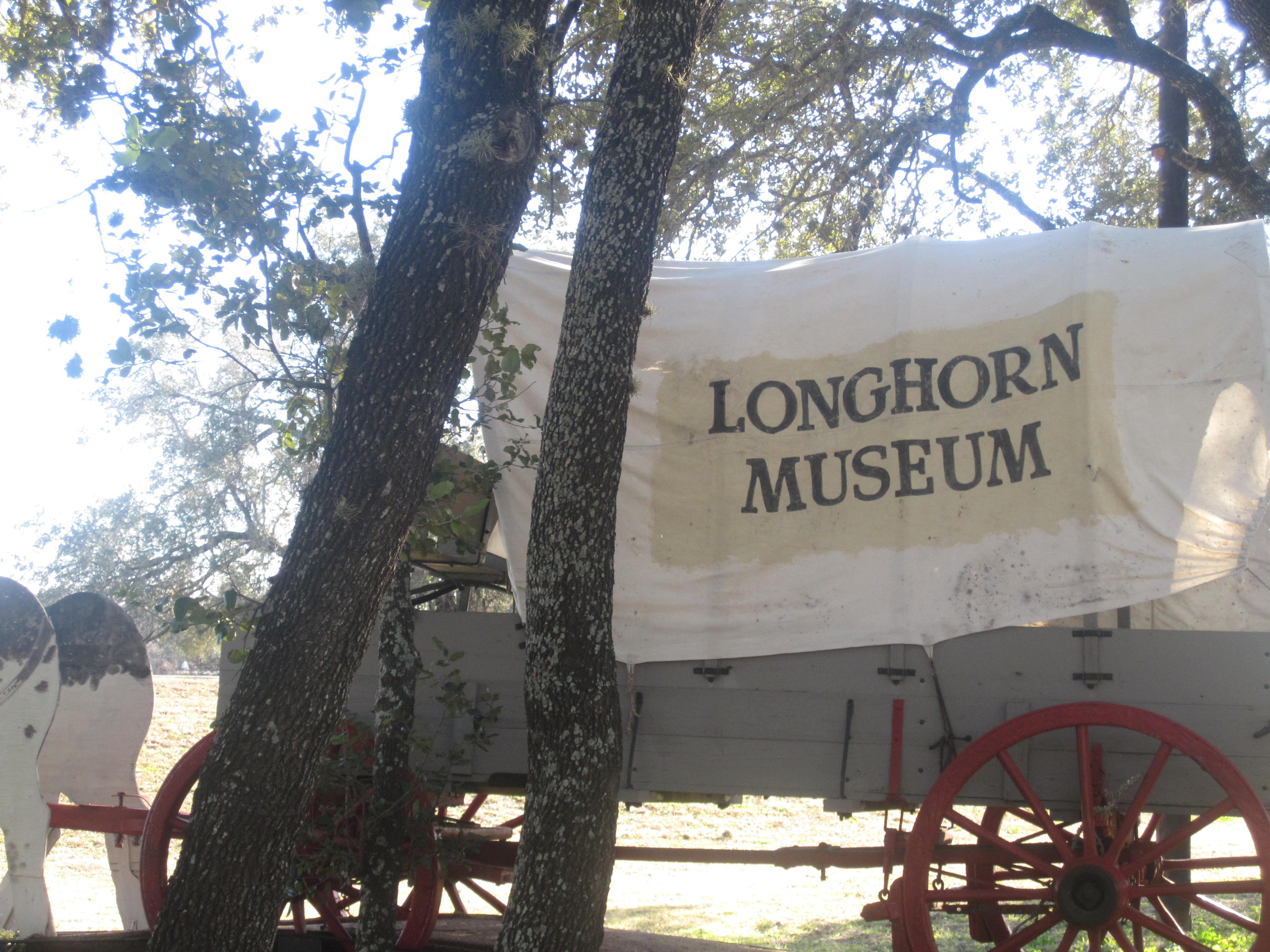
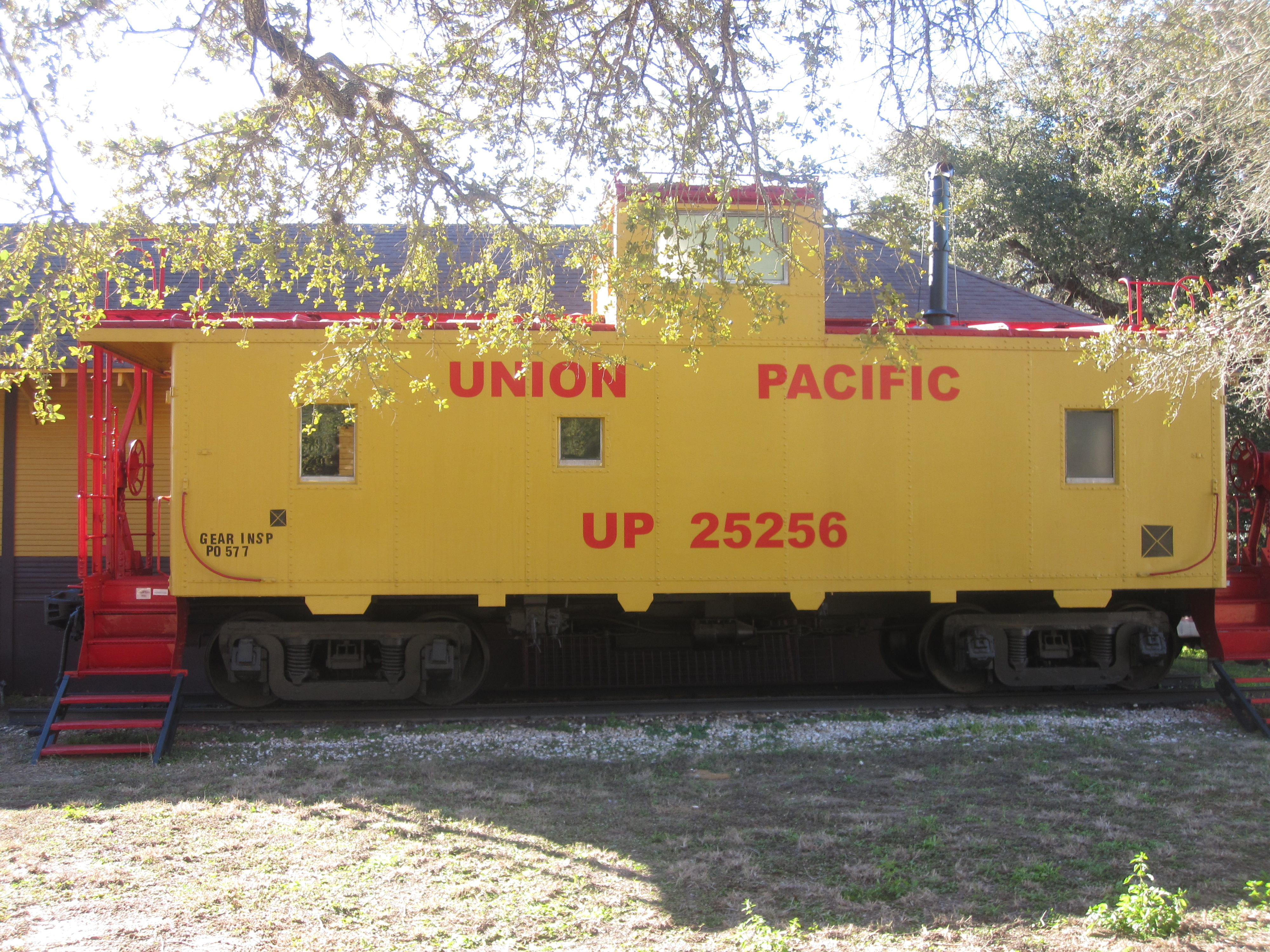
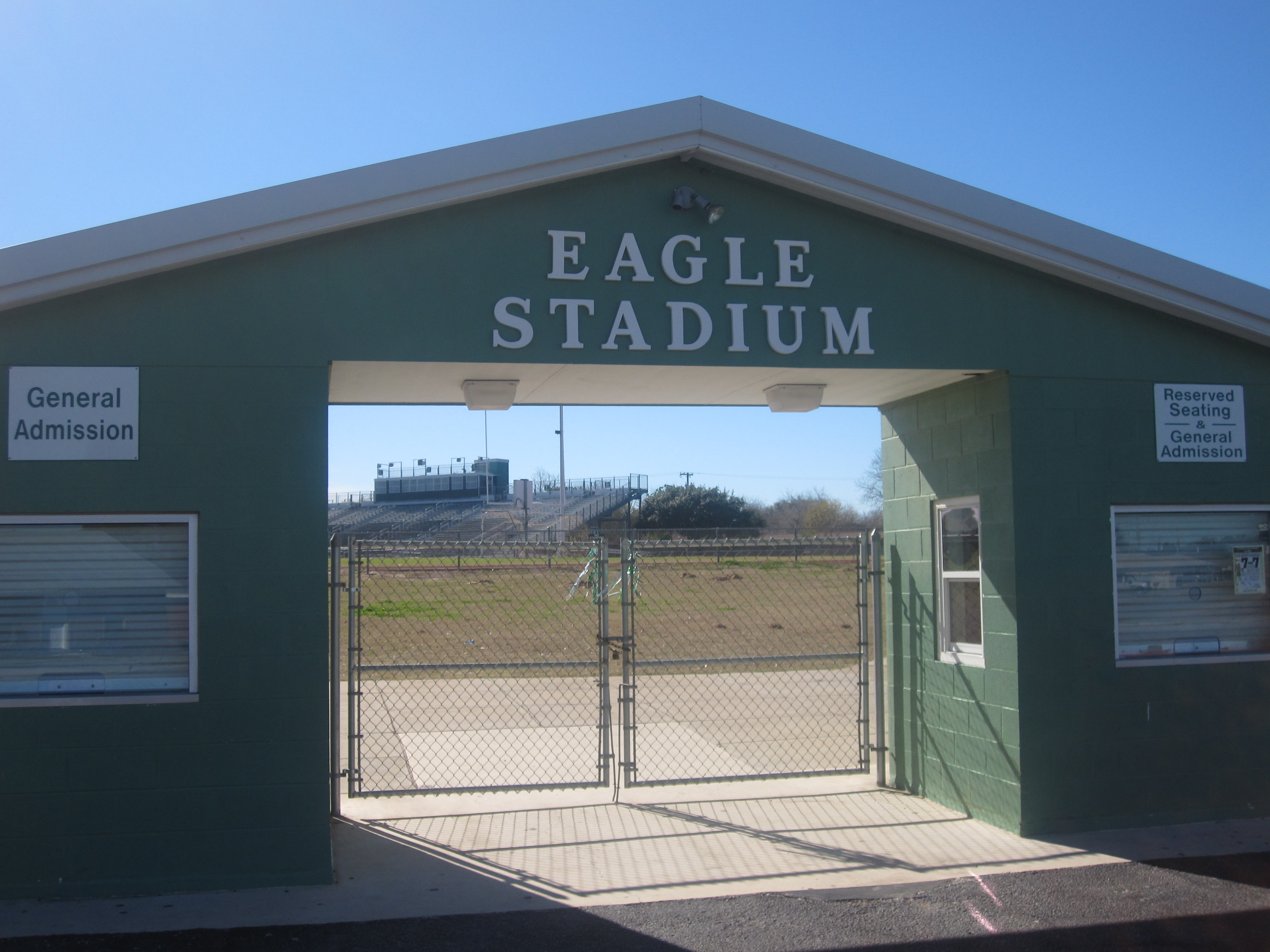
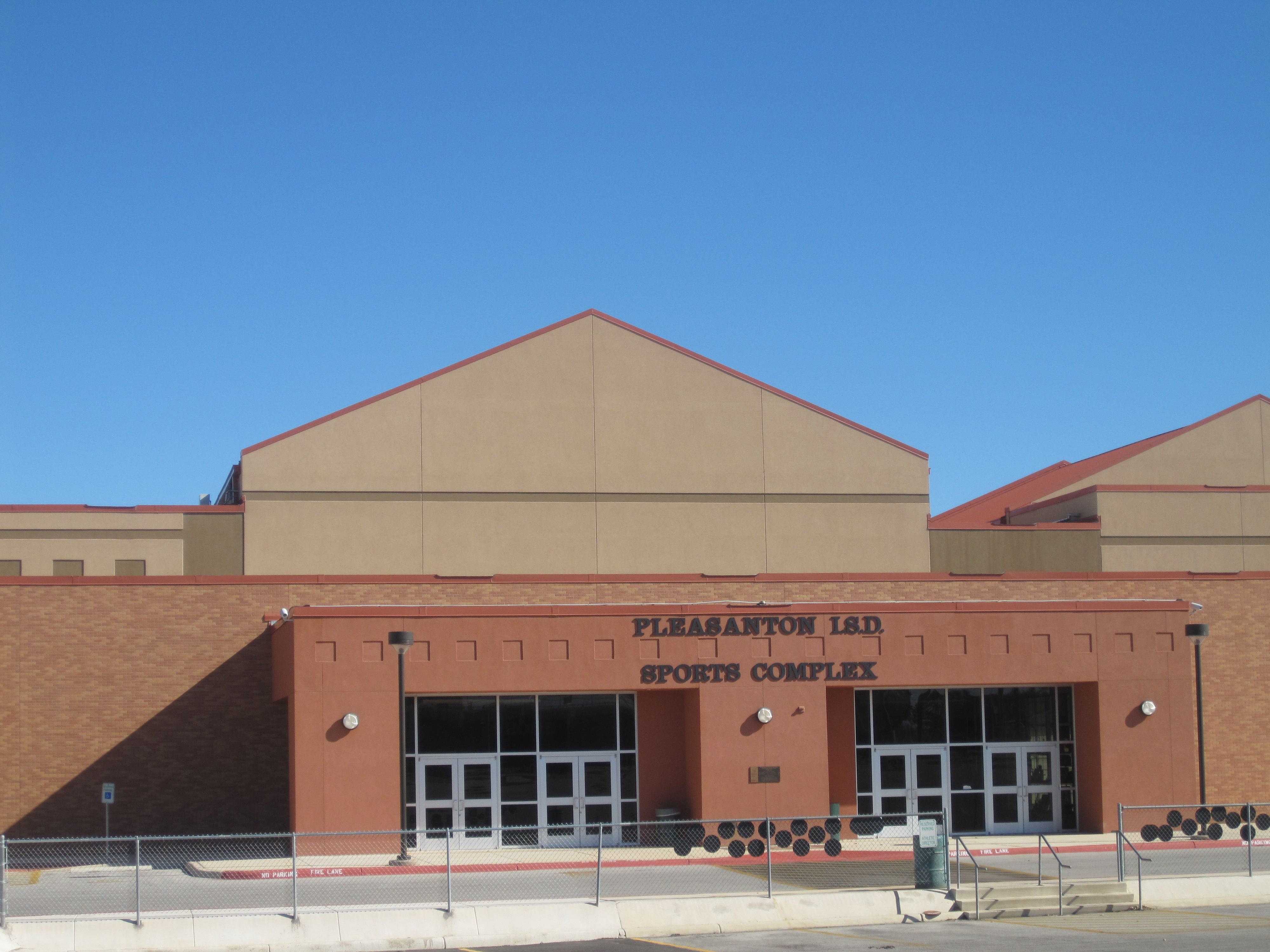
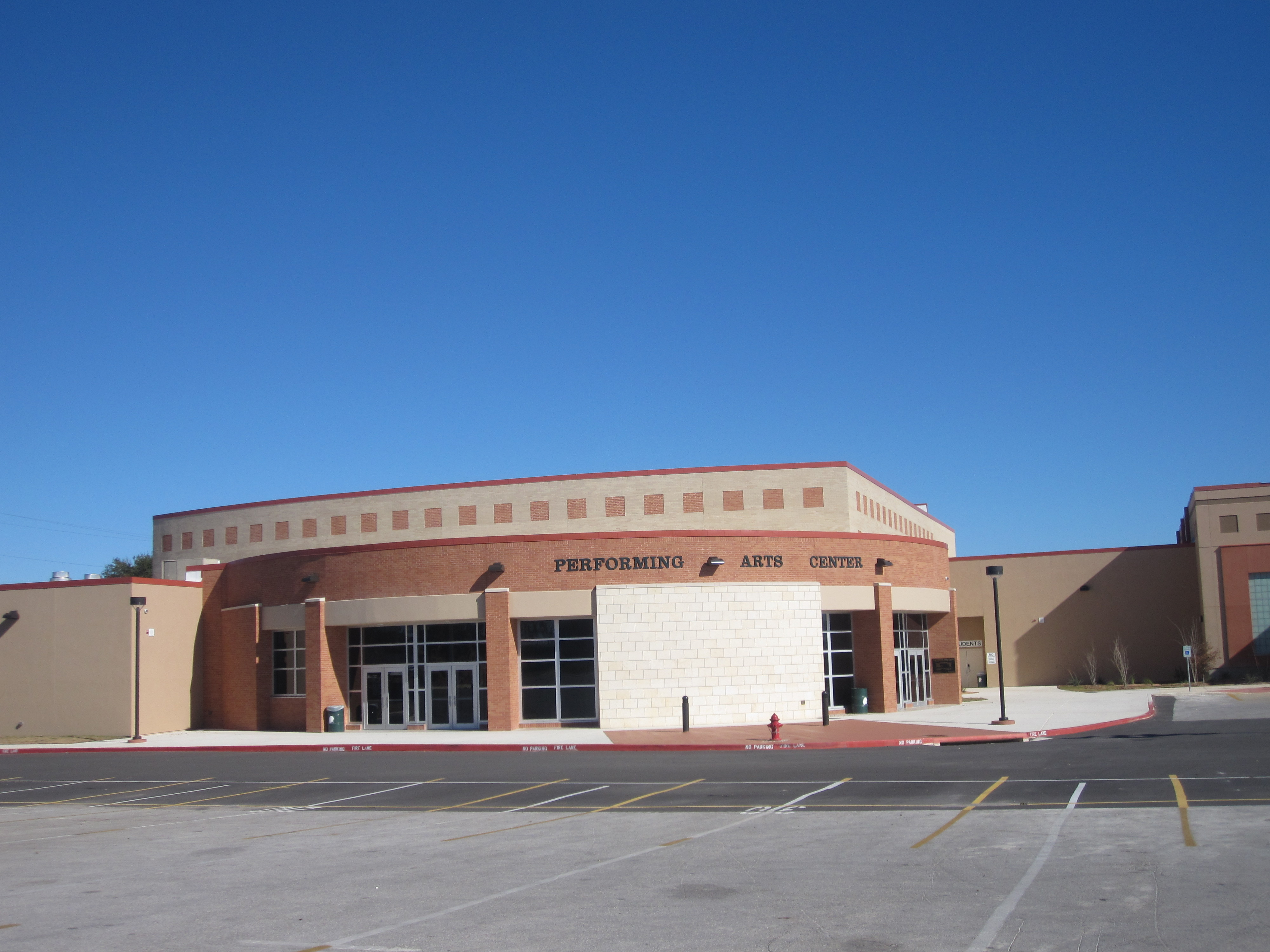
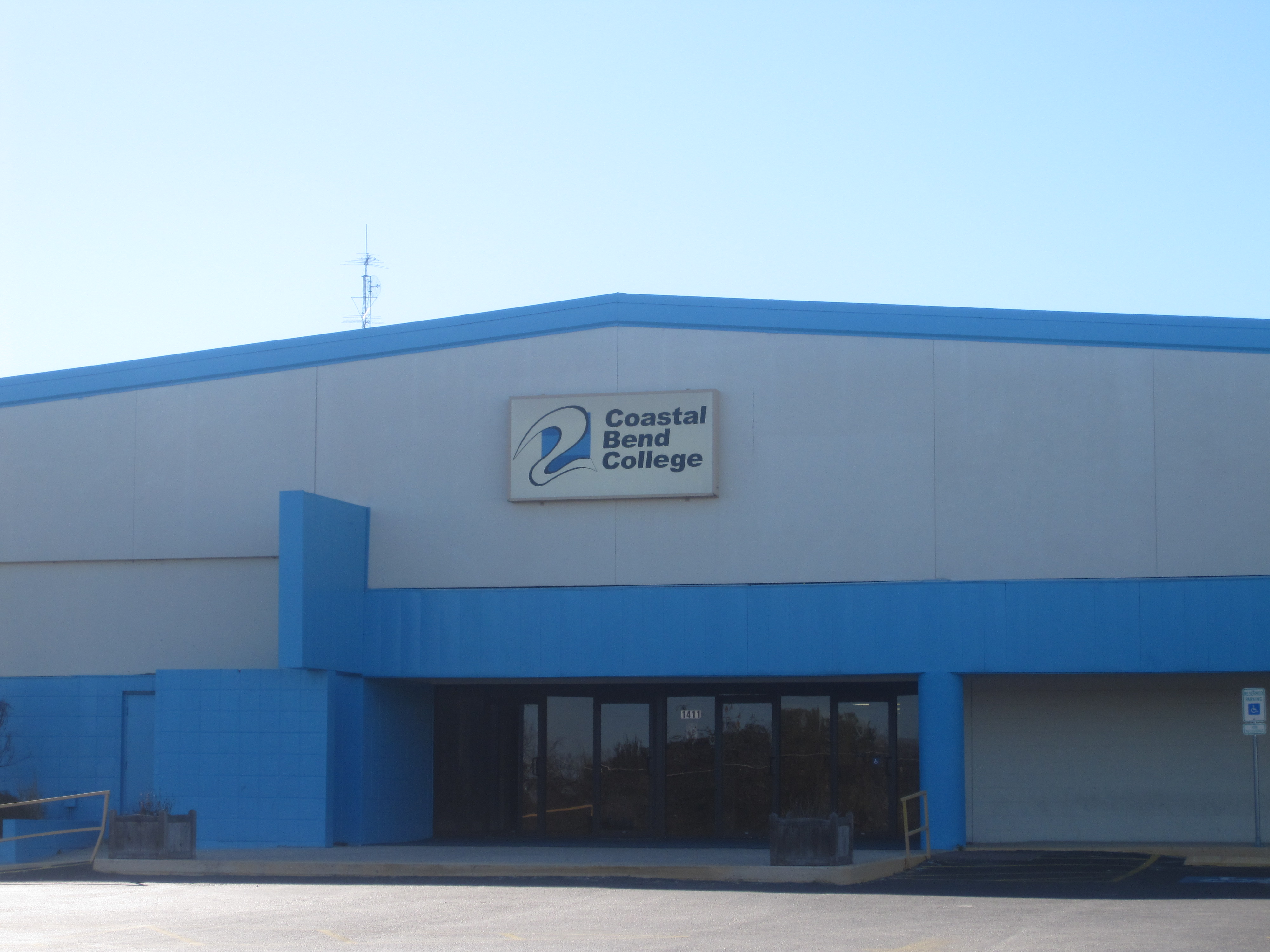

## جستارهای ویژه
- فهرست شهرهای تگزاس